# Barbara Hannigan
Barbara Hannigan (født 8. maj 1971) er en canadisk sopran og dirigent. Hun er kendt for opførelser af ny kompositionsmusik - ikke mindst af György Ligetis Mysteries of the Macabre (en koncertudgave af en scene fra operaen Le Grand Macabre) og Hans Abrahamsens 'Let Me Tell You'.
I 2020 modtog Barbara Hannigan Léonie Sonnings musikpris.